# エアプレイ
エアプレイ（Airplay）は、アメリカのAORユニット。デイヴィッド・フォスターとジェイ・グレイドンの2人によって結成され、リード・ボーカルにトミー・ファンダーバークを加えたグループとして、1980年にユニット名と同タイトルのアルバム1枚を発売した。

## 略歴
スタジオ・ミュージシャン、プロデューサーとして活躍していたデイヴィッド・フォスター、ジェイ・グレイドンの2人が仕事先で意気投合しデモテープを制作、リード・ボーカルにトミー・ファンダーバークをフィーチャリングし、1980年にアルバム『ロマンティック』(Airplay)を発表した。トミー・ファンダーバークは、ノースカロライナ州出身の歌手で、9歳の時にステージに立って以降、様々なグループにいたが、アリー・ウィリスの紹介でエアプレイの加入メンバーになった。
フォスターとグレイドンの2人の人脈を反映して、レコーディング・ミュージシャンには、ジェフ・ポーカロ（ドラムス）、マイク・ベアード（ドラムス）、デヴィッド・ハンゲイト（ベース）、スティーヴ・ルカサー（ギター）、レイ・パーカー・ジュニア（ギター）、スティーヴ・ポーカロ（シンセサイザー）、ジェリー・ヘイ（トランペット&ホーン）、ゲイリー・グラント（トランペット）、ビル・ライヒェンバッハ（トロンボーン）、ビル・チャンプリン（バック・ボーカル）、トム・ケリー（バック・ボーカル）、マックス・カール（バック・ボーカル）ら、西海岸の豪華な面々が参加した。
本国のアメリカでは今一つ注目されなかったが日本では1980年代のウェストコースト・ロック、AORの名盤として評価されて人気のあるアルバム『ロマンティック』を1枚リリースしたのみで、エアプレイとしての活動は停止した。

### 解散後
デイヴィッド・フォスターは、1985年に公開された映画『セント・エルモス・ファイアー』のサウンドトラックをプロデュースした。発売されたサウンドトラック・アルバムにはエアプレイ名義で「ストレスト・アウト（クロース・トゥ・ジ・エッジ）」が収録されている。ボーカルは上記のトミー・ファンダーバークではなく、ロックバンドプレイヤーのピーター・ベケットが務めている。
1993年には、ジェイ・グレイドン名義のアルバム『エアプレイ・フォー・ザ・プラネット』(Airplay For The Planet)が発表されている。

## メンバー
- デイヴィッド・フォスター (David Foster) - キーボード、バック・ボーカル
- ジェイ・グレイドン (Jay Graydon) – ギター、リード・ボーカル、バック・ボーカル、ギター
- トミー・ファンダーバーク (Tommy Funderburk) - リード・ボーカル、バック・ボーカル

## ディスコグラフィ

### アルバム
- 『ロマンティック』(Airplay) -  1980年、RCA

### シングル
全て上記アルバム（1980年）からのシングル。
- 「ストランデッド」("Stranded")
- 「貴方には何も出来ない」("Nothin' You Can Do About It")
  - 1979年にマンハッタン・トランスファーのアルバム『エクステンションズ』(Extensions)に提供していた楽曲。
- 「シュッド・ウィ・キャリー・オン」("Should We Carry On")
- 「イット・ウィル・ビー・オールライト」("It Will Be Alright")
- 「彼女はウェイト･フォー･ミー」("She Waits for Me") - 日本だけの発売。

## 参考資料
- 『ロマンティック』エアプレイ、BMGビクター・RCA、1990年12月16日。BVCP-5033。
- 『ロマンティック』エアプレイ、RCA、2016年7月27日。SICP-4843。 - 期間限定盤